# Avizid
Als Avizid [lat. avis = Vogel und lat. caedere (in Zusammensetzungen -cidere) = töten] bezeichnet man eine chemische Substanz, die dazu benutzt wird, (Schad-)Vögel zu töten. Die Verwendung von Aviziden ist in Deutschland und vielen anderen Ländern heutzutage durch gesetzliche Regelungen stark eingeschränkt oder verboten. Als Ersatz dienen Substanzen, die die Vögel abstoßen (Repellentien) oder die bei einzelnen Tieren Reaktionen auslösen, die geeignet sind, den ganzen Schwarm zu vertreiben.
Beispiele für Avizide:
- Strychnin
- Anthrachinon
- 3-Chlor-4-methylanilin. Das davon abgeleitete Hydrochlorid CPTH (3-Chlor-p-toluidin-hydrochlorid) ist in den USA unter dem Handelsnamen Starlicide gebräuchlich. Diese Substanzen sind giftig für Stare und Möwen, jedoch weniger giftig für Säuger.
- 4-Aminopyridin, in den USA unter dem Handelsnamen Avitrol. Avitrol ist giftig auch für Fische und hochgiftig für Säuger und deshalb in den USA nur eingeschränkt zur Verwendung zugelassen.
- Chloralose, ein chloriertes Acetal-Derivat der Glucose, das auch als Rodentizid Verwendung findet
- In der Vergangenheit wurden auch hochkonzentrierte Zubereitungen von Parathion (E 605) in Dieselöl verwendet, die man aus Flugzeugen über den Brutkolonien der Vögel versprühte.